# Österbottens infanteriregemente
Österbottens infanteriregemente var ett infanteriförband inom svenska armén som verkade i olika former åren cirka 1626–1809. Förbandet var från 1733 indelt och rekryterade i huvudsak sitt manskap från Österbotten, Finland.

## Historik
Österbottens regemente uppsattes i Österbotten enligt 1634 års regeringsform, vilken fastställdes den svenska regementetsindelningen, där det angavs att armén skulle bestå av 28 regementen till häst och fot, med fördelningen av åtta till häst och 20 till fot. De indelta och roterande regementena namngavs efter län eller landskap, medan de värvade regementena uppkallades efter sin chef. Regeringsformen angav Österbottens regemente som det tjugonde i ordningen. Dock blev det ett nummer som aldrig användes, annat än för att ange regementets plats, enligt den då gällande rangordning. Regementet var delvis stationerad i Tyskland under trettioåriga kriget. Sommaren 1634 var 488 man placerad i Tyskland och 956 man I Österbotten.
Fram till 1733 rekryterades regementet genom utskrivningar, då yngre indelningsverket infördes i landskapet. Regementet deltog i Trettioåriga kriget 1642 vid Slaget vid Leipzig och i Karl XI:s danska krig 1676 vid slaget vid Lund. År 1699 skeppades regementet till Riga för att där utgöra garnisonsförband. År 1701 förstärktes regementet genom att Österbottens tremänningar tillkom som en del av Österbottens regemente. År 1702 anslöts en av regementets bataljoner till Wolmar Anton von Schlippenbachs armé, medan den andra bataljonen kvarstod som garnisonsbesättning i Riga. År 1705 anslöts dock den kvarstående bataljonen i Riga till Adam Ludwig Lewenhaupts kår, vilken var på väg för att ansluta sig till den svenska huvudarmén utanför Starodub i västra Ryssland. Under marschen från Riga kom bataljonen att delta i slaget vid Lesna den 28 september 1708. Efter slaget underställdes återstoden av Åbo läns infanteriregementes ena bataljon Österbottens regemente, som i sin tur anslöts med en full bataljon till Närke-Värmlands regemente. Efter slaget vid Poltava den 28 juni 1709, var upplöstes bataljonen vid kapitulationen vid Perevolotjna den 1 juli 1709. Regementets andra bataljon som kvarstod i Riga gick i rysk fångenskap i samband med Belägringen av Riga, där den svenska garnisonen kapitulerade den 4 juli 1710.
Regementet fick sättas upp på nytt 1710 och tillhörde därefter armén i Finland. Efter att regementet hade återuppsatts kom det att delta i stora nordiska kriget i Estland samt i hemlandet bland annat vid Kostianvirta ström 1713 och vid Napo 1714 i det som kallades stora ofreden.  År 1718 ingick regementet i general Armfeldts avdelning i Karl XII:s andra norska fälttåg, där Armfeldts i augusti 1718 gick in med 7.500 man i Norge över Jämtland. År 1733 blev regementet indelt. Åren 1741–1743 deltog regementet i Hattarnas ryska krig. År 1756 uppgick Kajana gränskompani i regementet, vilket dock upphörde 1766 att verka som ett fredstida kompani. Åren 1757–1761 deltog regementet i Pommerska kriget och 1789 i Gustav III:s ryska krig vid slaget vid Parkumäki. Åren 1808–1809 deltog regementet i Finska kriget som en del av Johan August Sandels brigad och stred bland annat vid slaget vid Oravais. Regementets södra bataljonen kom senare att upplösas genom Hans Henrik Gripenbergs kapitulation till Ryssland i Kalix den 23 mars 1809. Den norra bataljonen ingick i Savolaxbrigaden och upplöstes i Umeå 1809.

## Ingående enheter
1. Livkompaniet
2. Överstelöjtnantens kompani
3. Majorens kompani
4. Lohteå kompani
5. Kemi kompani
6. Närpes kompani
7. Pyhäjoki kompani
8. Ilmola kompani

## Förbandschefer
Nedan anges regementscheferna åren 1626–1809. Chefsbostället var Tottesund i Vörå.

- 1626–1631: Alexander von Essen
- 1631–1641: Hans Claesson Kyle
- 1641–1646: Johan Henriksson Fleming
- 1646–1648: Herbert Glattsten
- 1648–1657: Nils Bååt
- 1657–1661: Anders Munck af Sommernäs
- 1661–1673: Gustaf Henriksson Horn af Kanckas
- 1673–1691: Detloff Hauenschildt
- 1691–1705: Johan Herman von Campenhausen
- 1700–1705: Axel Conrad von Wangersheim t.f.
- 1706–1708: Erik Jöran Fitinghoff
- 1708–1709: Carl Fredrik Meyerfeldt   †
- 1711–1712: Otto Johan Maydell t.f.
- 1714–1721: Frommolt von Essen af Zellie
- 1717–1717: Henrik Georg Rehbinder t.f.
- 1721–1721: Reinhold Henrik Horn t.f.
- 1721–1724: Christer Henrik d'Albedyhll
- 1724–1739: Gustaf Creutz
- 1739–1747: Joachim Georg von Ganschou
- 1747–1757: Wilhelm Carpelan
- 1756–1757: Erik Gustaf Lillienberg t.f.
- 1758–1763: Jonas Cronstedt
- 1758–1759: Carl Christian Gyldenär t.f.
- 1763–1772: Gotthard Wilhelm Marcks von Würtenberg
- 1772–1772: Augustin Wolfgang von Baltzar
- 1772–1772: Erik  Armfelt
- 1772–1773: Axel Löwen
- 1773–1773: Axel Fredrik Cronhielm af Hakunge t.f.
- 1773–1781: Fredric Magnus von Numers
- 1781–1788: Sebastian Leijonhuvud
- 1789–1790: Carl Gustaf Ehrnrooth
- 1790–1794: Fredric Arvidsson Posse
- 1794–1809: Gustaf von Numers

## Namn, beteckning och förläggningsort
| Österbottens infanteriregemente | 1623-??-?? | – | 1710-07-04 |
| Österbottens infanteriregemente | 1710-??-?? | – | 1809-03-23 |

| Tottesund i Vörå (C)  | ????-??-?? | – | ????-??-?? |
| Vasa och Uleåborg (F) | 1626-??-?? | – | 1699-??-?? |
| Riga (F)              | 1699-??-?? | – | 1710-07-04 |
| Vasa och Uleåborg (F) | 1710-??-?? | – | 1809-??-?? |

## Bildgalleri

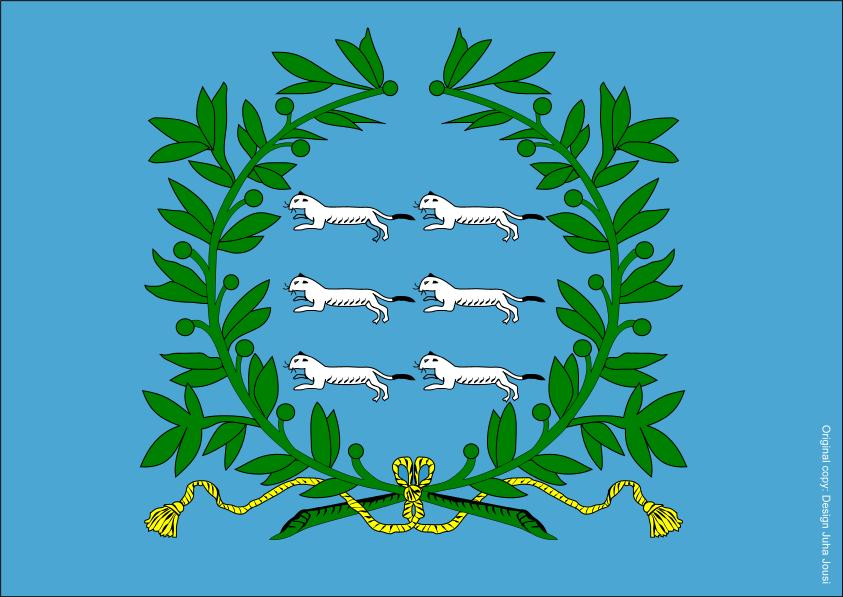
Kompanifana m/1686 för Kungl Österbottens regemente. Tilldelad 1744, förd till 1809.
Kvarterfana vid Ilmola kompani vid Österbottens regemente
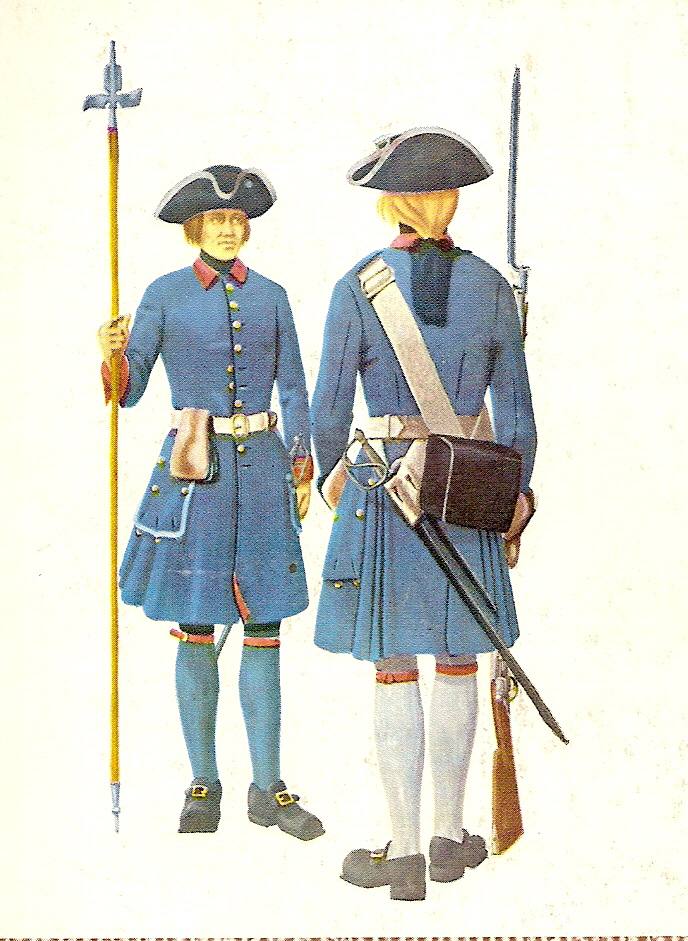
Regementets uniformer cirka 1705.
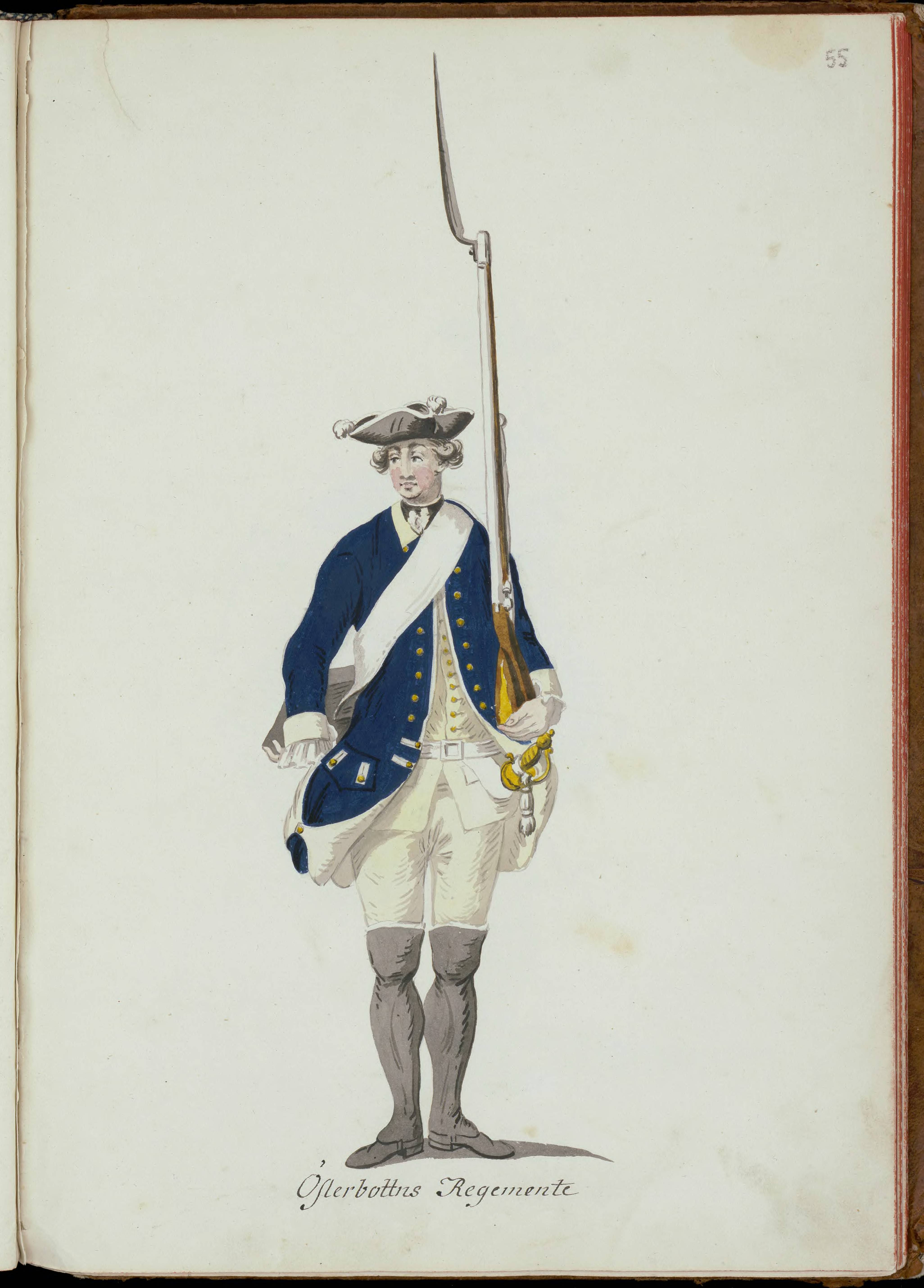
Regementets uniform m/1765.
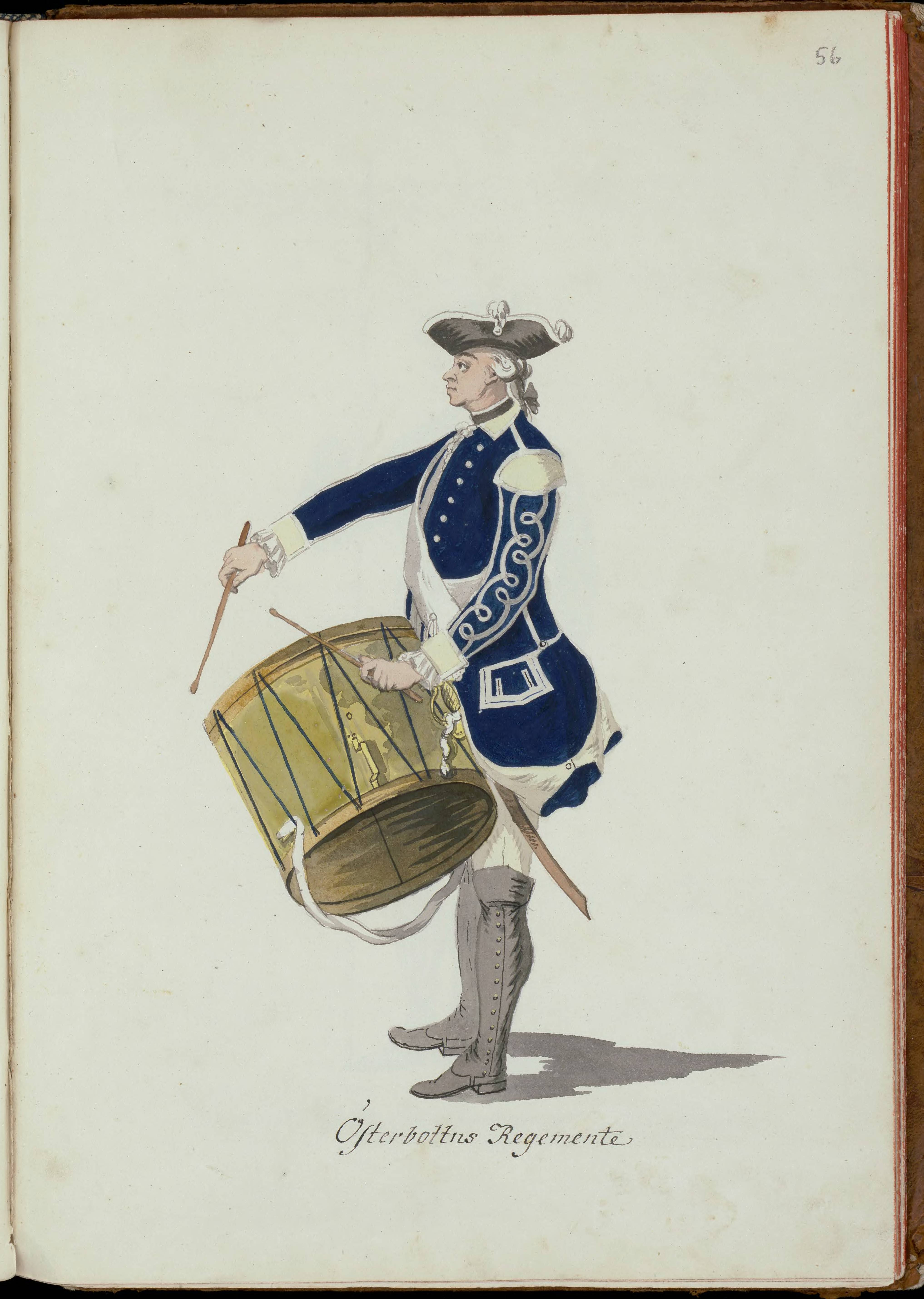
Regementets uniform m/1765.
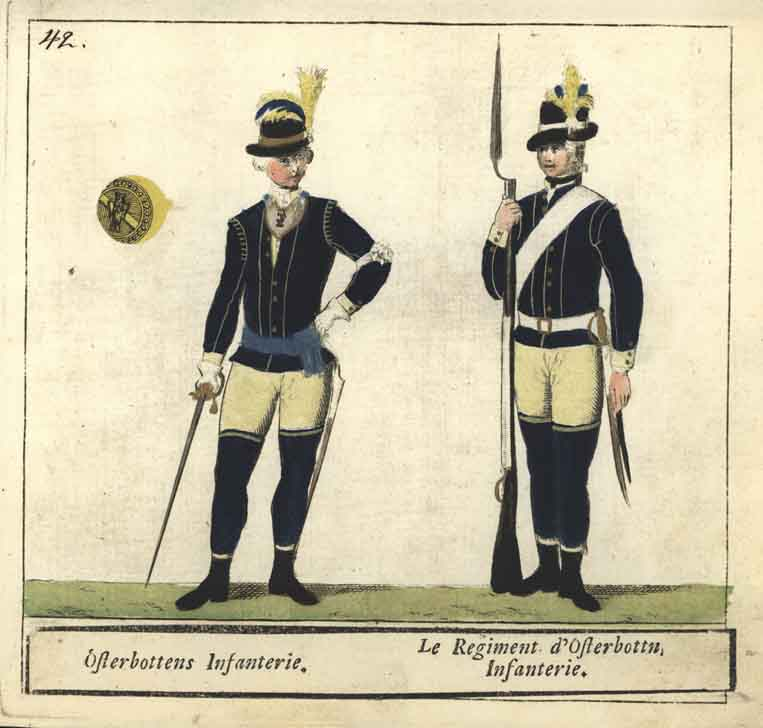
Regementets uniform m/1779.
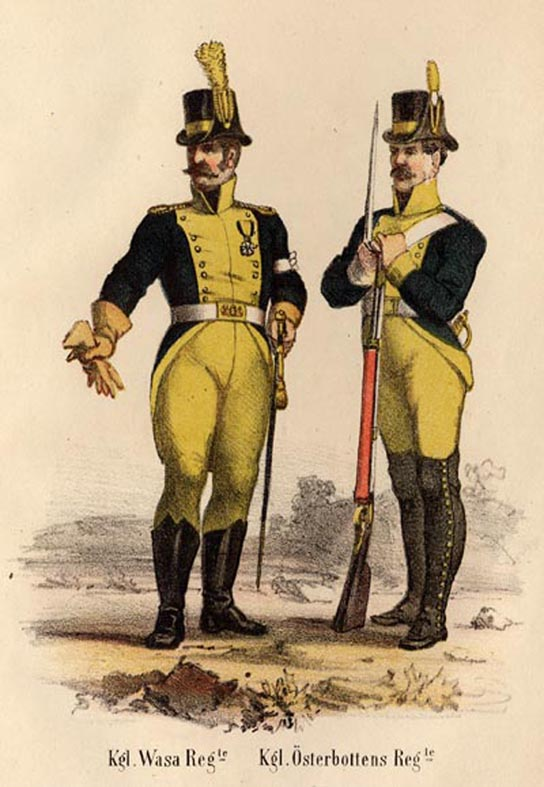
Regementets uniform m/1802 till höger